# Revisionsgrund
Als Revisionsgrund wird im Verfahrensrecht derjenige Fehler in der Anwendung des materiellen oder des prozessualen Rechts bezeichnet, auf dessen Vorliegen sich das von einer Partei eingelegte Rechtsmittel der Revision stützt.
Eine Revision kann nur darauf gestützt werden, dass die Entscheidung auf der Verletzung von Bundesrecht oder einer anderen Vorschrift beruht, § 545 ZPO, § 337 StPO. Hiernach unterscheiden sich absolute und relative Revisionsgründe.

## Absolute Revisionsgründe
Absolute Revisionsgründe sind so schwerwiegende Verstöße, beziehungsweise Verstöße gegen Verfahrensgrundsätze von so herausgehobener Bedeutung, dass das Urteil in jedem Falle als auf der Rechtsverletzung beruhend anzusehen ist.

### Absolute Revisionsgründe des Zivilprozessrechts
Nach § 547 ZPO liegt ein absoluter Revisionsgrund im Zivilprozess vor,
- wenn das Gericht nicht vorschriftsmäßig besetzt war.

- wenn ein Richter mitgewirkt hat, der kraft Gesetzes von der Ausübung des Richteramtes ausgeschlossen war.

- wenn ein Richter mitgewirkt hat, obwohl er zuvor wegen Befangenheit abgelehnt wurde und das Ablehnungsgesuch für begründet erklärt wurde.

- wenn eine Partei nicht ordnungsgemäß vertreten war und die Prozessführung auch nicht genehmigt hat.

- wenn die Öffentlichkeit des Verfahrens verletzt wurde.

- wenn die Entscheidung entgegen den gesetzlichen Bestimmungen nicht mit Gründen versehen wurde.

### Absolute Revisionsgründe des Strafprozessrechts
Im Strafprozess gelten nach der abschließenden Liste in § 338 StPO im Wesentlichen dieselben absoluten Revisionsgründe mit der Maßgabe, dass sich alles, was sich auf den Richter bezieht, im Strafprozess auch auf die Schöffen bezieht. Das ist etwa der Fall bei dem Ausschluss vom Richteramt, § 338 Nr. 2 StPO. Rügeberechtigt ist nur der durch den Verfahrensverstoß unmittelbar Betroffene.
Ein absoluter Revisionsgrund im Strafprozess liegt dabei unter anderem vor,
- wenn das Gericht seine Zuständigkeit zu Unrecht angenommen hat (Nr. 4). Dies betrifft nicht die sachliche Zuständigkeit, die gemäß § 6 StPO in jeder Lage von Amts wegen zu prüfen ist;

- wenn die Hauptverhandlung in Abwesenheit der Staatsanwaltschaft oder einer Person, deren Anwesenheit das Gesetz vorschreibt, stattgefunden hat (Nr. 5);

- wenn die Verteidigung in einem wesentlichen Punkt durch einen Beschluss des Gerichts unzulässig beschränkt wurde (Nr. 8).

## Relative Revisionsgründe
Bei den relativen Revisionsgründen hingegen muss das Revisionsgericht feststellen, dass das Beruhen des Urteils auf dem Rechtsverstoß jedenfalls nicht ausgeschlossen ist. Der Revisionsführer muss daher in jedem Falle zu diesem Gesichtspunkt vortragen.